# Erastria campylogramma
Erastria campylogramma là một loài bướm đêm trong họ Geometridae.